# Bavla
Bavla è una suddivisione dell'India, classificata come municipality, di 30 851 abitanti, situata nel distretto di Ahmedabad, nello stato federato del Gujarat. In base al numero di abitanti la città rientra nella classe III (da 20 000 a 49 999 persone).

## Società

### Evoluzione demografica
Al censimento del 2001 la popolazione di Bavla assommava a 30 851 persone, delle quali 16 349 maschi e 14 502 femmine. I bambini di età inferiore o uguale ai sei anni assommavano a 4 028, dei quali 2 252 maschi e 1 776 femmine. Infine, coloro che erano in grado di saper almeno leggere e scrivere erano 21 518, dei quali 12 564 maschi e 8 954 femmine.